# Hyalostylus dives
Hyalostylus dives är en svampdjursart som beskrevs av Schulze 1886. Hyalostylus dives ingår i släktet Hyalostylus och familjen Euplectellidae. Inga underarter finns listade i Catalogue of Life.